# Lee Hyori
Lee Hyo-ri, (Cheongju, Chungcheong del Norte; 10 de mayo de 1979) es una cantante surcoreana. Es un ícono legendario del K-Pop que comenzó su carrera en 1999, como lider del grupo femenino surcoreano Fin.K.L. 
En 2003, lanzó su primer álbum en solitario Stylish, ganando varios premios al "Artista del año" en Corea del Sur. También, rompió el récord mundial Guinnes por aparecer la mayor cantidad de veces en los periódicos.
En 2006, fue la cantante mejor pagada de Corea del Sur cuando firmó un contrato con Mnet Media.
La discografía de Lee Hyori consta de seis álbumes de estudio y veinticuatro sencillos. En total, ha vendido más de siete millones de sencillos digitales y más de 500.000 álbumes físicos.
A lo largo de su carrera, ha recibido números premios por su trabajó en la industria de la música y el entretenimiento coreano, incluidos: cuatro Mnet Asian Music Awards, nueve Mnet 20's Choice Awards, dos Seoul Music Awards, dos SBS Music Awards, dos KBS Music Awards, cuatro SBS Entertainment Awards, dos MBC Entertainment Awards y dos Korea Advertise Festival.

## Biografía

### 1979-1997: Primeros años
Lee nació en 1979 en Osong-ri, condado de Cheongwon, provincia de Chungcheong del Norte, Corea del Sur, como la menor de tres hijas. Lee creció empobrecida, en una barbería de aproximadamente 8 pyeong (aproximadamente 285 pies cuadrados). Después de haber sido expulsada de la escuela secundaria una vez, Lee trabajó a tiempo parcial en un restaurante, fue buscada por una agencia y elegida por el gerente de H.O.T. Se preparo para un debut de un grupo de chicas mientras vivia como una aprendiz de SM Entertainment antes de debutar con el tiempo como el líder de Fin.KL.

### 1998-2002: Debut en Fin K.L.
Lee Hyori debutó en 1998 como parte del grupo femenino pop surcoreano "Fin.K.L". Hyori fue descubierta por un productor mientras tomaba fotos con sus amigos y aunque fue la última miembro en unirse debutó como líder. Fin.K. Lee debutó oficialmente el 22 de mayo de 1998 con su primer sencillo «Blue Rain». El segundo lanzamiento de su álbum debut «To My Boyfriend», se convirtió en el primero de sus múltiples éxitos número uno. Finalmente el grupo se convirtió en uno de los grupos femeninos de Corea del Sur más icónicos del pop coreano, rivalizando con otros grupos de chicas populares como S.E.S, Baby V.O.X  y Chakra, quienes formaron la cultura ídolo y también de la primera generación. Finalmente Fin.K.L, lanzó su último álbum "Forever" en 2002 y en 2005 lanzaron un sencillo digital titulado «Fine Killing Liberty». Aunque se han mantenido inactivas durante más de 10 años, el grupo no se ha disuelto.

### 2003-2005: Debut como solista
Un año después del cuarto álbum de estudio de Fin.K.L, su álbum debut en solitario, titulado "Stylish", fue lanzado en agosto de 2003. El sencillo «10 Minutes» se convirtió en un gran éxito, lo que la llevó a ganar muchos premios "Daesang" (el equivalente coreano al artista del año), incluido tres victorias en SBS Inkigayo y tres en MBC Music Camp. El otro sencillo del álbum que también fue un éxito fue «Hey Girl». También como parte del periodo de promoción promocionó el sencillo «1,2,3&4» y lanzó un vídeo musical del sencillo «Remember Me». El álbum en total vendió +144.182 copias solo en Corea del Sur, según la Music Industry Association of Korea en 2003. Finalmente su masiva popularidad fue apodada como el "Síndrome de Hyori" y los medios coreanos la apodaron en 2003 "El año de Hyori" ya que rara vez no salía en las noticias durante todo el año.
El 24 de mayo del 2004, lanzó el sencillo digital "Cleopatra".
A finales de 2003, Lee firmó un contrato de publicidad con Samsung, para que hiciera anuncios de música para sus teléfonos celulares "Anycall". El primer anuncio y sencillo, «Anymotion», fueron liberados a principios de 2005 con Eric Mun del grupo Shinhwa. El 26 de octubre del 2005, el seguimiento comercial «Anyclub» fue lanzado en dos partes, en el que también aparece Eric Mun, además del actor coreano Kwon Sang Woo. También apareció Teddy Park de 1TYM
En enero de 2005, Hyori hizo su debut como actriz en la serie de televisión de SBS "Three Leaf Clover", con el cual protagonizó junto a Ryu Jin, Kim Jung-hwa, Kim Kang-woo y Lee Hoon. También lanzó 2 sencillos para el Ost del drama titulados "I Pray" y "All the Love of the World is Allowed". Sin embargo, el drama de 16 episodios recibió bajas calificaciones (menos del 10%) y Hyori fue criticada por su actuación.

### 2006-2007: Dark Angel y contrato con Mnet
En febrero de 2006, lanzó su segundo álbum "Dark Angel". El primer éxito «Get Ya», obtuvo una victoria en M! Countdown y dos en SBS Inkigayo. Sin embargo, por este sencillo los compositores de la canción «Do Somethin'» de la cantante estadounidense Britney Spears, acusaron a Hyori y a sus agentes de plagio ya que tenía cierto parecido a su sencillo. Por fortuna, ella no tenía nada que ver en la composición del sencillo. Si bien este incidente no era la primera vez que la industria del pop coreano había sido acusado de plagio, fue la primera vez que el titular de los derechos de autor había presentado una denuncia formal. Posteriormente «Shall We Dance» fue su siguiente sencillo y «Straight Up» fue lanzado con solo un vídeo, pero no fue promocionado.
Meses después del escándalo, se informó que Hyori había firmado contrato de tres años con Mnet Entertainment (actualmente Mnet Media) por ₩ 2,2 mil millones, convirtiéndose en la cantante femenina mejor pagada de Corea del Sur (aproximadamente US $ 2,2 millones por año). En diciembre de 2006, publicó el sencillo final del anuncio de Anycall, titulado «Anystar».
El 6 de marzo de 2007, publicó el sencillo de la banda sonora de su siguiente drama "If in Love... Like Them". Los sencillos del single fueron «Toc Toc Toc, «Scolded» y «Don't Love Her». Fue el álbum más vendido de ese mes, vendiendo +27,845 copias. A pesar de que el género del sencillo principal Toc Toc Toc era de baile, Hyori había comenzado a cantar más baladas, alejándose lentamente de su imagen sexy.
A pesar de que su drama anterior no tuvo éxito, el drama If in Love... Like Them que protagonizó junto a Lee Dong-gun si logró éxito. Aunque originalmente se anunció como una película, se emitió durante cuatro episodios en Mnet. Pese a esto su drama fue penalizado fuertemente por violar las pautas publicitarias ya que uso las canciones de Hyori en la banda sonora, pero no como parte de un OST. Finalmente el comité de radiodifusión de corea dictaminó que el drama nunca más se volvería a emitir en Corea del Sur, y que la red debe disculparse con sus televidentes. Hyori también hizo promociones en Japón cuando la cadena japonesa Fuji TV emitió If in Love ... Like Them, donde recibió el mismo tratamiento VIP ofrecido a otras estrellas internacionales.

### 2008-2009: It's Hyorish y Family Outing
El 14 de julio de 2008, fue lanzado su tercer álbum de estudio titulado, "It's Hyorish". Su primer sencillo «U-Go-Girl» alcanzó #1 en línea, superando a varios dentro y fuera de los gráficos musicales, incluido varios espectáculos de música, convirtiéndose así en la líder de la industria musical coreana. Su siguiente sencillo «Hey Mr.Big», también logró éxito ganando dos victorias en SBS Inkigayo. También como parte de la promoción del álbum promocionó los sencillos «Invisible», «Photo Álbum» y «Don't Cry». Ese año ganó dos "Mnet Asian Music Awards" en las categorías mejor artista femenina y mejor presentación de baile.
Durante los descansos en su carrera musical, también fue anfitriona de varios programas de televisión, incluyendo "Time Machine" y "Happy Together", con los cuales co-auspició con Yoo Jae-suk en 2006. El 8 de abril de 2008, se unió a "Sang Sang Plus" de KBS. También fue una de las co-presentadoras originales de "Change". Durante 2008 y 2009 fue miembro del programa de variedades "Family Outing". Mnet también corrió un programa de 12 episodios llamado "Off the Record: Lee Hyori", que documentó su vida durante tres meses; el propósito del programa era disminuir la brecha entre la cantante y sus fanáticos / anti-fanáticos al dejarles ver que ella es solo otro ser humano como todos. También lanzó un sencillo digital para este programa titulado «Off The Rec».
El 20 de diciembre de 2008, realizó su primer concierto en solitario "Lee Hyori: The Invisible" en el Jamsil Arena. Tras su lanzamiento, las entradas para el concierto se agotaron en cinco minutos.
El 2 de junio del 2009, lanzó el sencillo digital "Beauty" y ese mismo año colaboró junto al cantante Wilber Pan para el sencillo «As Long As I love You»

### 2010–2014: H-Logic y Monochrome

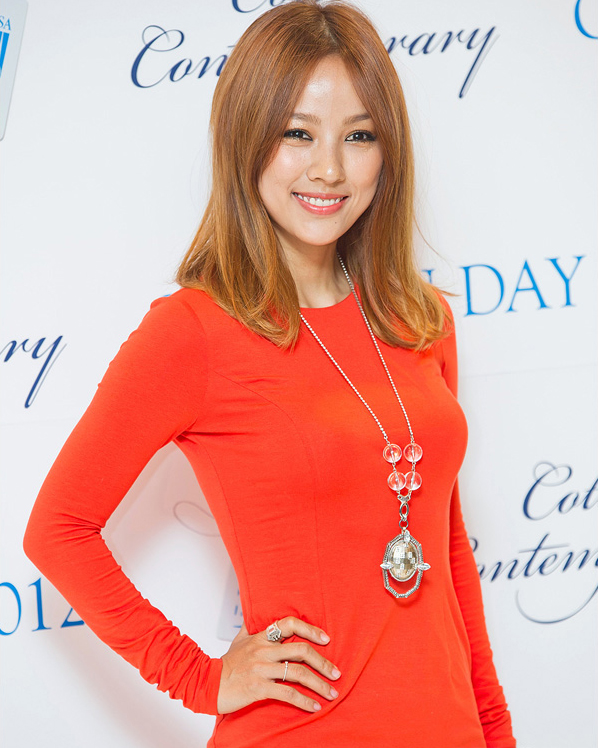
Lee Hyori en el 2012.

En noviembre de 2009, su contrato con Mnet Media expiraba y Hyori firmó contrato con Gil Entertainment (actualmente B2M Entertainment),
Casi dos años después de su álbum anterior, Hyori regresó con su cuarto álbum "H-Logic" lanzado el 12 de abril de 2010. El álbum contiene 14 sencillos, incluidas colaboraciones con Daesung de Big Bang, Jeon Ji-yo de 4Minute, Bekah de After School, Gary de Leessang y Sangchu de Mighty Mouth. Con anterioridad al lanzamiento del álbum, el 31 de marzo de 2010, lanzó el sencillo digital «Swing» junto con un vídeo musical. El primer éxito del álbum «Chitty Chitty Bang Bang» y su vídeo musical junto con la colaboración de Ceejay de Freshboyz, se lanzó el mismo día que el lanzamiento de su álbum. Los otros sencillos promocionales fueron «Want Me Back e «I'm Back». Poco después del lanzamiento del álbum, siete de sus canciones, compuestas por Bahnus, fueron acusadas de plagio (entre las canciones supuestamente plagiadas estaba «Bring It Back» del grupo canadiense Cookie Couture). Finalmente Hyori admitió que las acusaciones de plagio contra su álbum eran ciertas, diciendo que había sido engañada; ella detuvo temporalmente todas sus actividades como cantante y suspendió sus apariciones en televisión.
Mientras estaba en hiato, Hyori comenzó a crecer como una influencia cultural. Escribió columnas en línea para periódicos vernáculos como The Hankyoreh que mezclaron sus pensamientos sobre la vida y la carrera con comentarios sociales. También se convirtió en una presencia cada vez mayor en la comunidad cívica, emergiendo como una de las activistas por los derechos de los animales más prominentes del país. En 2011, lanzó dos sencillos digitales como caridad para donarlas a refugios de animales que fueron «Please Stay Behind» y «Remember».
A partir del 4 de marzo de 2012, ella y el cantante Jung Jae-hyung presentaron el programa musical "You and I on" de SBS. El programa emitió su episodio final el 14 de octubre de 2012, terminando después de diez meses debido a las bajas calificaciones.
Después de que su regreso fue retrasado varias veces a lo largo de 2012, se anunció que volvería al escenario con su quinto álbum en mayo de 2013. Con anterioridad al lanzamiento del álbum, cinco video teasers fueron lanzados en YouTube el 23 de abril de 2013. El 6 de mayo de 2013, lanzó su sencillo digital previa al lanzamiento del álbum, titulada «Miss Corea». Ella misma escribió y compuso la canción de retro-jazz, y la versión completa del vídeo musical lanzado el mismo día fue un vídeo en blanco y negro.
Finalmente, tres años después de su álbum anterior, su quinto álbum de estudio "Monochrome", fue lanzado el 21 de mayo de 2013. En particular ella misma compuso la letra de ocho de las 16 pistas del álbum y según los informes utilizó una banda completa en lugar de utilizar sonidos generados electrónicamente para las canciones. Tras su lanzamiento, ocho pistas se clasificaron entre las 10 mejores en Bugs Olleh y Naver Music. El tema principal «Bad Girls» encabezó las listas de Melon, Naver, Olleh y Bugs. Este álbum incluye otros sencillos como «Going Crazy» y «Amor Mio».
El 2 de junio de 2013, lee hyori fue invitada al programa de variedades Barefoot Friends, durante los 7,8 y 9.
El 2 de abril de 2014, SBS anunció que ella y la actriz Moon So-ri presentarían un programa de entrevistas "Magic Eye". El espectáculo comenzó a filmarse en abril. Debido a las bajas calificaciones, el programa emitió su episodio final el 18 de noviembre de 2014.

### 2015-2019: Black y descanso en sus actividades como cantante
En febrero de 2015, sus representantes anunciaron que su contrato con B2M Entertainment había expirado en 2013. En mayo de 2015, anunció que cerró su blog y su cuenta de Twitter. Además de cerrar sus redes sociales, detuvo todas sus actividades televisivas. En octubre de ese año, el representante dijo a los medios que Hyori tomaría una pausa de dos años en su carrera, para tener tiempo para ella.
En octubre de 2016, dio a entender que estaba trabajando en música nueva. En noviembre, se confirmó que había firmado con "Kiwi Media Group". En diciembre, regresó a las redes sociales con publicaciones en Instagram.
En enero de 2017, Kim Hyung Suk de Kwi Media, reveló que Hyori estaba asumiendo la mayor parte de la responsabilidad de su nuevo álbum como productora ejecutiva y compositora mientras trabajaba con él y con el compositor Kim Dong Hyun.
En junio, su agencia confirmó su regreso a principios de julio. Unos días más tarde, fue lanzado un vídeo teaser para la canción previa al lanzamiento del álbum «Seúl» y el vídeo completo fue lanzado el 28 de junio de 2017. Finalmente, el 4 de julio de 2017 su sexto álbum de estudio «Black», fue lanzado junto con el vídeo musical oficial. El sonido maduro y experimental continuo mientras ella escribió ocho y compuso nueve de las diez pistas del álbum.
Desde 2017 y 2019 Hyori protagonizó con su marido el programa de variedades de JTBC, titulado "Hyori's Homestay". Programa que recibio altas calificaciones, mostrando su vida diaria.

### 2020-presente: Reality show, SSAK3 y Refund Sisters
El 15 de mayo de 2020, Lee anunció que había firmado un contrato con ESteem Entertainment. A través de Hangout with Yoo de MBC, fundó el trío mixto de proyectos de verano llamado SSAK3 con Rain y Yoo Jae-suk. El 18 de julio de 2020, lanzaron el sencillo titulado "Beach Again" debutando oficialmente el 25 de julio con una presentación de debut en Music Core. La canción encabezó las listas musicales, convirtiéndose en el hit del verano en Corea
Posteriormente se unió al programa Hangout with Yoo, formando un grupo de chicas llamado Refund Sisters junto a Uhm Jung-hwa, Jessi y Hwasa. El 10 de octubre de 2020, lanzaron un sencillo debut titulado "Don't Touch Me".

## Influencia e Impacto
En 2005, fue elegida en una encuesta de consumidores como la artista femenina surcoreana con el mayor poder de marca.
Lee Hyori ha aparecido varias veces en la revista Forbes, entre «Las 40 principales celebridades influyentes de Corea», incluso ubicándose entre los tres primeros del 2009.
Ha sido citada como una inspiración o influencia por numerosos artistas, incluidos Kara, Jeon Somi, Chungha, Jessica Jung, Dalshabet, Nada, Jiwon de Cherry Bullet, Jiho de Oh My Girl, Solbin de Laboum, Sohee de Elris, Jung Eun-chae, Jin Se-yeon y Huh Chan-mi.

## Avales
Conocida como la reina de los comerciales, ha sido considerada un ícono de la moda en Corea del Sur.
A fines de 2003, Hyori firmó un contrato de publicidad con Samsung, por el cual haría tres comerciales y canciones musicales para sus teléfonos celulares Anycall, que se convirtieron en algunos de sus comerciales más destacados. El primer comercial y canción, "Anymotion", se lanzó a principios de 2005, con Eric Mun de Shinhwa.A principios de 2006, el comercial de seguimiento "Anyclub" con Teddy Park de 1TYM se lanzó en dos partes; El video musical fue protagonizado por Eric Mun y el actor Kwon Sang-woo. Las canciones de los comerciales sirvieron como singles para Hyori entre sus álbumes. El comercial final se lanzó en diciembre de 2006, titulado "Anystar" y se diferenció de los dos primeros en que presentaba principalmente un diálogo. Su contrato con Samsung terminó oficialmente en diciembre de 2007.
En 2005 fue elegida en una encuesta de consumidores como la artista femenina surcoreana con el mayor poder de marca.
En 2007, protagonizó un comercial con la actriz extranjera Jessica Alba para la compañía de cosméticos de Corea del Sur Ĭsa Knox, que se rodó en Vancouver, Columbia Británica, Canadá. También sirvió de modelo para la compañía de cosméticos Biotherm (su contrato finalizó en febrero de 2007) y Black Bean Therapy, una bebida saludable. Luego firmó con KB Card, y ha protagonizado comerciales junto al cantante y actor Rain. También fue modelo para Calvin Klein Jeans, en la colección "Pure Calvin". Además, apareció brevemente en un comercial de Adidas en 2010.
Durante cinco años, Lee fue la modelo de Lotte Liquor, lo que la convirtió en su patrocinadora de más larga trayectoria. Según Lotte, la cuota de mercado de la marca de soju de la compañía aumentó de 11 a 15 por ciento, mientras que la cantante lo modeló. Su contrato finalizó en noviembre de 2012.

A lo largo de los años, Lee ha aparecido en vídeos musicales para artistas como Davichi y Leessang.

## Discografía
- Stylish...E (2003)
- Dark Angel (2006)
- It's Hyorish (2008)
- H.Logic (2010)
- Monochrome (2013)
- Black (2017)

## Filmografía

### Películas
| Año  | Título                  | Papel                                   | Notas                 | Ref.        |
| ---- | ----------------------- | --------------------------------------- | --------------------- | ----------- |
| 2002 | Emergency Act 19        | Ella misma (como componente de Fin.K.L) | Cameo                 |             |
| 2012 | Dancing Queen           | Jueza de Superstar K                    | Cameo                 |             |
| 2018 | Infiltrado en el Norte  | Ella misma                              | Cameo                 | [ 6 ] [ 7 ] |
| 2022 | A Glimpse at Lee Hyo-ri | Ella misma                              | Cortometraje de TVING | [ 8 ]       |

### Programas de televisión
- 2003: Happy Together
- 2005: SBS Three Leaf Clover
- 2007: SBS If In Love...Like Them
- 2008: SBS ON AIR. (Cameo)
- 2008: Sang Sang Plus
- 2008-2010: Family Outing
- 2010: Running Man (Invitada, Ep. 1)
- 2013: Hello Counselor (Invitada, Ep. 127).
- 2013: (Barefot Friends) (Invitada, Ep 7,8-9).
- 2017-2018: Hyori's Homestay
- 2022: Seoul Check-in.[9]

## Premios y nominaciones
| Año  | Premio                         | Categoría                                               | Resultado |
| ---- | ------------------------------ | ------------------------------------------------------- | --------- |
| 2002 | KBS Entertainment Awards       | Recién Llegado (Programa de Variedad)                   | Ganadora  |
| 2003 | Golden Disc Awards             | Daesang Award                                           | Ganadora  |
| 2003 | Golden Disc Awards             | Bonsang Award                                           | Ganadora  |
| 2003 | Seoul Music Awards             | Daesang Award                                           | Ganadora  |
| 2003 | Seoul Music Awards             | Bonsang Award                                           | Ganadora  |
| 2003 | KMTV Music Awards              | Artista del Año                                         | Ganadora  |
| 2003 | MBC Music Awards               | Bonsang Award                                           | Ganadora  |
| 2003 | Mnet Asian Music Awards        | Mejor Artista Femenina                                  | Nominada  |
| 2003 | Mnet Asian Music Awards        | Mejor Presentación de Baile                             | Nominada  |
| 2003 | Mnet Asian Music Awards        | Video Musical Más Popular                               | Ganadora  |
| 2003 | SBS Music Awards               | Daesang Award                                           | Ganadora  |
| 2003 | SBS Music Awards               | Bonsang Award                                           | Ganadora  |
| 2003 | Korea Advertise Festival       | Mejor Modelo Femenina                                   | Ganadora  |
| 2003 | Korean Music Arts Festival     | Mejor Estrella Femenina                                 | Ganadora  |
| 2003 | Ulsan MBC Entertainment Awards | Mejor Cantante Femenina                                 | Ganadora  |
| 2003 | Ulsan MBC Entertainment Awards | Mejor Vestida                                           | Ganadora  |
| 2006 | Mnet Asian Music Awards        | Mejor Artista Femenina                                  | Nominada  |
| 2007 | Mnet 20's Choice Awards        | Icono de Estilo                                         | Ganadora  |
| 2007 | Mnet Asian Music Awards        | Mejor Artista Femenina                                  | Nominada  |
| 2007 | Korea Advertise Festival       | Mejor Modelo Femenina                                   | Ganadora  |
| 2008 | Mnet Asian Music Awards        | Artista del Año                                         | Nominada  |
| 2008 | Mnet Asian Music Awards        | Canción del Año                                         | Nominada  |
| 2008 | Mnet Asian Music Awards        | Mejor Artista Femenina                                  | Ganadora  |
| 2008 | Mnet Asian Music Awards        | Mejor Presentación de Baile                             | Ganadora  |
| 2008 | Mnet Asian Music Awards        | Popularidad del Internauta                              | Nominada  |
| 2008 | SBS Entertainment Awards       | Daesang Award                                           | Nominada  |
| 2008 | Mnet 20's Choice Awards        | Icono de Estilo                                         | Ganadora  |
| 2008 | Mnet 20's Choice Awards        | Canción de baile                                        | Ganadora  |
| 2009 | Korean Music Awards            | Best Electronik & Dance Song                            | Nominada  |
| 2009 | SBS Entertainment Awards       | Daesang Award (con Yoo Jae-suk)                         | Ganadora  |
| 2009 | SBS Entertainment Awards       | Mejor Trabajo en Equipo (con miembros de Family Outing) | Ganadora  |
| 2009 | SBS Entertainment Awards       | Premio a la Popularidad                                 | Ganadora  |
| 2009 | Mnet 20's Choice Awards        | Icono de Estilo                                         | Ganadora  |
| 2009 | Mnet 20's Choice Awards        | Mejor Cuerpo                                            | Ganadora  |
| 2009 | Mnet 20's Choice Awards        | Cuerpo Hot                                              | Ganadora  |
| 2010 | Mnet Asian Music Awards        | Mejor Artista Femenina                                  | Nominada  |
| 2010 | Mnet Asian Music Awards        | Mejor Presentación de Baile - Solo                      | Nominada  |
| 2010 | 1st Seoul Arts & Culture Award | Mejor Artista Pop                                       | Ganadora  |
| 2011 | Korea Green Foundation         | Gente que hizo el mundo más brillante (Premio Especial) | Ganadora  |
| 2013 | Mnet 20's Choice Awards        | Estilo de los 20's                                      | Nominada  |
| 2013 | Mnet 20's Choice Awards        | Premio a la Popularidad                                 | Nominada  |
| 2013 | Mnet 20's Choice Awards        | Icono de los 20's                                       | Ganadora  |
| 2013 | Mnet 20's Choice Awards        | Voz de los 20's                                         | Nominada  |
| 2013 | Mnet 20's Choice Awards        | Música en Línea de los 20's                             | Nominada  |
| 2013 | Mnet Asian Music Awards        | Mejor Presentación de Baile - Solista Femenina          | Nominada  |
| 2013 | Mnet Asian Music Awards        | Mejor Artista Femenina                                  | Ganadora  |
| 2013 | Mnet Asian Music Awards        | Artista del Año                                         | Nominada  |
| 2013 | Mnet Asian Music Awards        | Canción del Año                                         | Nominada  |
| 2013 | MelOn Music Awards             | Top 10 Artistas                                         | Nominada  |
| 2013 | MelOn Music Awards             | Álbum del Año                                           | Nominada  |
| 2013 | MelOn Music Awards             | Premio a la Popularidad                                 | Nominada  |
| 2013 | MelOn Music Awards             | Mejor Vídeo Musical                                     | Nominada  |
| 2014 | Golden Disk Awards             | Bonsang Digital                                         | Nominada  |
| 2014 | Seoul Music Awards             | Bonsang Award                                           | Nominada  |
| 2014 | Seoul Music Awards             | Popularity Award                                        | Nominada  |
| 2017 | Mnet Asian Music Awards        | Canción del Año                                         | Nominada  |
| 2017 | Mnet Asian Music Awards        | Mejor Presentación de Baile                             | Nominada  |
| 2018 | Seoul Music Awards             | Bonsang Award                                           | Nominada  |
| 2018 | Seoul Music Awards             | Popularity Award                                        | Nominada  |
| 2018 | Seoul Music Awards             | Hallyu Special Award                                    | Nominada  |

## Programas musicales

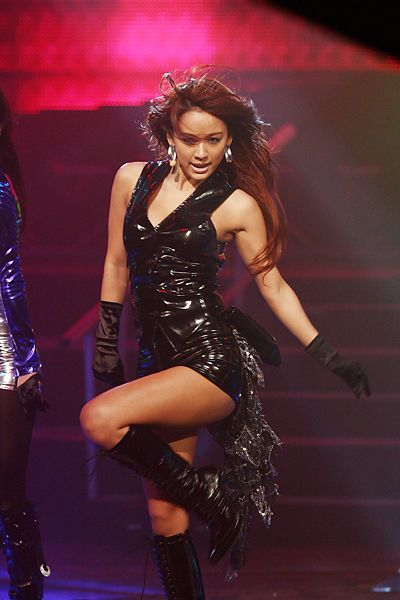
Lee Hyori durante el programa "Inkigayo" en el 2007.

### The Music Trend
| Year | Date          | Song                    |
| ---- | ------------- | ----------------------- |
| 2003 | Septiembre 7  | 10 Minutes              |
| 2003 | Septiembre 14 | 10 Minutes              |
| 2003 | Septiembre 21 | 10 Minutes              |
| 2006 | Marzo 12      | Get Ya                  |
| 2006 | Marzo 19      | Get Ya                  |
| 2008 | Julio 27      | U Go Girl               |
| 2008 | Agosto 3      | U Go Girl               |
| 2008 | Agosto 10     | U Go Girl               |
| 2008 | Septiembre 28 | Hey Mr. Big             |
| 2008 | Octubre 5     | Hey Mr. Big             |
| 2010 | Abril 25      | Chitty Chitty Bang Bang |
| 2010 | Mayo 2        | Chitty Chitty Bang Bang |
| 2010 | Mayo 9        | Chitty Chitty Bang Bang |
| 2013 | Junio 12      | Bad Girls               |

### M! Countdown
| Year | Date      | Song                    |
| ---- | --------- | ----------------------- |
| 2006 | Marzo 16  | Get Ya                  |
| 2008 | Julio 31  | U Go Girl               |
| 2008 | Agosto 14 | U Go Girl               |
| 2008 | Agosto 21 | U Go Girl               |
| 2010 | Abril 22  | Chitty Chitty Bang Bang |
| 2013 | Junio 13  | Bad Girls               |

### Music Bank
| Year | Date      | Song      |
| ---- | --------- | --------- |
| 2008 | Agosto 1  | U Go Girl |
| 2008 | Agosto 8  | U Go Girl |
| 2008 | Agosto 15 | U Go Girl |
| 2013 | Junio 7   | Bad Girls |

### Live Music Camp(Show! Music Core)
| Year | Date          | Song       |
| ---- | ------------- | ---------- |
| 2003 | Septiembre 6  | 10 Minutes |
| 2003 | Septiembre 20 | 10 Minutes |
| 2003 | Septiembre27  | 10 Minutes |

### Show Champion
| Year | Date     | Song      |
| ---- | -------- | --------- |
| 2013 | Junio 12 | Bad Girls |